# Асеев (хутор)
Асеев — хутор в Чернышковском районе Волгоградской области.
Входит в состав Ёлкинского сельского поселения.